# Ozodicera multiermis
Ozodicera multiermis är en tvåvingeart som beskrevs av Alexander 1942. Ozodicera multiermis ingår i släktet Ozodicera och familjen storharkrankar.
Artens utbredningsområde är Ecuador. Inga underarter finns listade i Catalogue of Life.